# Nationalpark Restinga de Jurubatiba
Der Nationalpark Restinga de Jurubatiba (portugiesisch Parque Nacional da Restinga de Jurubatiba) befindet sich in der nördlichen Region des Bundesstaates Rio de Janeiro in Brasilien und umfasst eine Küstenlandschaft (Restinga) von 44 km² in den Gemeinden von Quissamã (60 %), Carapebus (30 %) und Macaé (10 %).
Per Gesetz wurde der Nationalpark 1998 gegründet und umfasst 14.860 ha Küsten-, Strand-, Salinen- und Wattgebiete. Der Nationalpark umfasst 18 Seen und Naturformationen der Küste.
Der Park wird durch die staatliche Organisation IBAMA überwacht und Besuche sind im Allgemeinen nur in Begleitung von geeigneten Führern genehmigt.